# Il meglio (Fiorella Mannoia)
Il meglio è una raccolta di Fiorella Mannoia pubblicata il 29 settembre 1997 con etichetta Dischi Ricordi/Sony BMG facente parte della collana Emozioni & parole.

## Tracce
1. Come si cambia – 3:52 (testo: Maurizio Piccoli – musica: Renato Pareti)
2. Terre lontane – 4:45 (testo: Oscar Avogadro – musica: Piero Fabrizi)
3. L'aiuola – 3:18 (testo: Mogol – musica: Mario Lavezzi)
4. Sofia – 3:16 (testo: Oscar Avogadro – musica: Piero Fabrizi)
5. Momento delicato – 4:27 (testo: Mogol – musica: Mario Lavezzi)
6. Quello che le donne non dicono – 4:00 (Enrico Ruggeri e Luigi Schiavone)
7. Noi due – 3:46 (testo: Paolo Amerigo Cassella – musica: Memmo Foresi)
8. L'anima lo sa – 3:42 (testo: Oscar Avogadro – musica: Mario Lavezzi)
9. Fiore di melograno – 3:40 (testo: Paolo Amerigo Cassella – musica: Memmo Foresi)
10. Viva la vita – 4:01 (testo: Marco Luberti – musica: Claudio Mattone)